# Tinke – Kleines starkes Mädchen
Tinke – Kleines starkes Mädchen (Originaltitel: Ulvepigen Tinke) ist ein dänischer Kinderfilm von 2002. Die Vorlage Das Hungerkind von Cecil Bødker ist in Dänemark eine vielgelesene Schullektüre.

## Handlung
Dänemark 1850: Der Junge Larus, der bei Bauern arbeitet, findet im Wald in einer Hütte Tinke, die dort seit dem Tod ihrer Mutter alleine lebt. Nachdem das Mädchen Vertrauen zu ihm gefasst hat, kann er sie überreden, mit auf den Hof seiner Herren zu kommen, nicht ohne zuvor die Mutter zu begraben. Nur noch eine Kette bleibt Tinke. Während die Bäuerin das Mädchen in ihr Herz schließt und aufnehmen will, lehnt ihr Mann das eigenwillige, widerspenstige Mädchen ab.
Zu diesem Zeitpunkt haben die Erwachsenen herausgefunden, wer die Mutter war, und dass ihren Eltern mehrere Ländereien gehörten. Zu ihnen soll nun das Mädchen gebracht werden. Aber auch hier wird bezweifelt, dass der Wildfang die Enkelin sein soll, zumal der Gutsherr noch wegen des Verlusts der eigenen Tochter leidet, die mit ihm brach, um mit einem Mann fort zu gehen. Tinke wird zu den Verwandten ihres Vaters geschickt. Auch Larus, der den Hof der Bauern verließ, um Tinke zu begleiten, soll zurück. Doch da findet er die Kette wieder, die Tinke verloren hatte.

## Analyse
Der Film beschreibt die Geschichte ganz aus Tinkes Perspektive, die durch das Leben im Wald ohne Eltern selbstbewusst und eigenständig wurde. Sie entzieht sich den Befehlen und Beschränkungen der Erwachsenen und kann sich auch nicht verstellen, womit sie besonders beim Bauern und am Hof aneckt. Erst bei den Verwandten ihres Vaters findet sie etwas wie Heimat.
Dabei nutzt der Film-Klischees und Moral, aber stets im Sinne der kleinen Zuschauer, die an der Stärke, Frechheit und Unabhängigkeit ihre Freude haben. Dabei ergibt sich aus dem historischen Kontext der Geschichte ein zusätzlicher Reiz.

## Auszeichnungen
- LUCAS: 
  - "Prix C.I.F.E.J."
  - "Bester Kinderfilm"

- International Kinderfilmfestival in Oulu: Nominierung für den "Starboy"

- Robert: 
  - "Bestes Make-Up"
  - Nominierung für das "Beste Kostüm"

- Internationales Filmwochenende in Würzburg: "Bester Kinderfilm"

## Kritiken
„Besonders beeindruckt hat uns Tinke, ein wirklich starkes Mädchen. Die einzigartige Geschichte hat uns in eine Welt von vor 150 Jahren entführt, mit wunderschönen Bildern, mit einer künstlerischen Kameraführung und einer herausragenden Hauptdarstellerin. Dieser Film über Freundschaft, Verlust und Toleranz schafft es, Herzen zu öffnen. Trotz ihres harten Schicksals und einiger Bedrohungen muss man keine Angst um Tinke haben, denn sie geht ihren Weg mit Kraft bis zu einem unerwarteten Ende. Und diese Kraft nimmt man auch mit aus dem Kino.“

„Der zweite Spielfilm des in Dänemark auch als Musiker und Sänger tätigen Regisseurs Morten Køhlert basiert auf dem in seinem Land bekannten Roman „Hungerbarnet“ von Cecil Bødker. Buch und Film spielen zu einer Zeit, als Dänemark noch von großen Klassengegensätzen zwischen überwiegend armen Bauern und reichen Grundbesitzern geprägt war. In diesem Umfeld, in dem Kindheit nach heutigen Maßstäben gar nicht wirklich stattgefunden hat, gelingt es der willensstarken Titelheldin, sich nicht nur gegenüber den Erwachsenen zu behaupten, sondern ihnen auch einen Spiegel vorzuhalten. Sie überzeugt die Älteren von dem Wert gegenseitigen Respekts und Toleranz gegenüber allen Menschen, egal aus welchen sozialen Schichten und Milieus sie kommen. Humorvoll und einfühlsam ganz aus der Perspektive des rebellischen Kindes erzählt, beeindruckt die zugleich märchenhafte und doch realistisch inszenierte Geschichte. Vor allem die junge Hauptdarstellerin ist sehr präsent und verkörpert ihren Part als kleines starkes Mädchen glaubhaft. Der Film vermag zu bezaubern. Zu Recht ist er auf mehreren internationalen Kinderfilmfestivals mit Preisen ausgezeichnet worden.“